# Музей-квартира Г. С. Улановой
Музе́й-кварти́ра Гали́ны Ула́новой — мемориальный музей балерины Галины Улановой, расположенный в жилом доме на Котельнической набережной. Открытие музея состоялось в 2004 году в качестве филиала Театрального музея имени Бахрушина.

## История
Музей расположен в бывшей квартире балерины в доме на Котельнической набережной. Здание является одной из семи сталинских высоток, построено в 1948—1952 годах по проекту архитекторов Дмитрия Чечулина, Андрея Ростковского, Льва Гохмана для известных деятелей культуры и науки. Долгое время жилой дом был закрыт для посещений, первый раз внутренние убранства показали в киноленте «Москва слезам не верит».
Галина Уланова переехала в Москву из Ленинграда в 1944 году для работы Большом театре, в это же время городские власти выделили ей помещения в доме на Котельнической набережной. В квартиру общей площадью 140 м², в которой сейчас располагается музей, балерина переселилась в 1986-м. Вместе с Улановой в ней проживала Татьяна Агафонова — подруга и личный секретарь, которая также помогала балерине в ведении домашнего хозяйства.
После смерти Улановой её личный архив и квартира были переданы правительством России Театральному музею имени Бахрушина. Открытие музея Галины Улановой состоялось в 2004 году. С 2021 года музей закрыт на реконструкцию.

## Экспозиция
Музей демонстрирует прижизненную обстановку квартиры балерины. В состав фонда входят более 2400 книг из семейной библиотеки, художественные произведения Александра Бенуа, Марка Шагала, Артура Фонвизина, а также подаренные Улановой предметы декоративно-прикладного искусства.
Одними из самых ценных экспонатов музея являются полотна Ореста Верейского, Николая Соколова, а также статуэтка работы Веры Мухиной, где Уланова изображена в образе Джульетты. На столике у зеркала экспонируется коллекция из 50 фарфоровых фигурок, выполненных скульптором Еленой Янсон-Манизер. Другая поклонница творчества Улановой — американка Эвелин Кёрнант — подарила балерине портсигар Фёдора Шаляпина, вырезанный из карельской березы и украшенный художником Иваном Билибиным, а также фарфоровую посуду Кузнецовского императорского завода. В музее представлены платья, которые балерина надевала на официальные мероприятия, а сценические костюмы были переданы в Театральный музей Санкт-Петербурга. В гостиной стоит большое зеркало в деревянной раме, привезённое Улановой вместе с дубовыми шкафами из ленинградской квартиры родителей.